# 15596 Yongshiangtham
A 15596 Yongshiangtham (ideiglenes jelöléssel (15596) 2000 GZ95) a Naprendszer kisbolygóövében található aszteroida. A LINEAR projekt keretében fedezték fel 2000. április 6-án.